# 149 a. C.
El año 149 a. C. fue un año del calendario romano prejuliano. En el Imperio romano, fue conocido como el año 605 Ab Urbe condita.

## Acontecimientos
- Comienza la tercera guerra púnica entre Roma y Cartago.
- En Roma se promulga la Lex Scantinia.
- Nicomedes II con la ayuda de Roma derroca a su padre Prusias II como rey de Bitinia.
- Es coronado como último rey de Macedonia, Andrisco.

## Fallecimientos
- Marco Porcio Catón
- Prusias II, rey de Macedonia